# جان مکدونالد کینر
سر جان مکدونالد کینر (به انگلیسی: Sir John Macdonald Kinneir) (زاده ۳ فوریه ۱۷۸۲ – درگذشته ۱۱ ژوئن ۱۸۳۰) افسر اسکاتلندی شاغل در ارتش کمپانی هند شرقی بریتانیا بود که در میان سال‌های ۱۸۲۶ تا پایان عمرش به عنوان نماینده سیاسی انگلستان در ایران مأمور بود. در متون رسمی و تاریخی عهد قاجار غالباً از او با عنوان «کلنل مکدونالد» یاد شده است.

## زندگی‌نامه
مکدونالد به‌تاریخ ۳ فوریه ۱۷۸۲ در بخش کارندن از شهرستان لینلیتگو در اسکاتلند به دنیا آمد. وی فرزند نامشروع جان مکدونالد بازرس گمرک بوروستونس و سیسیلیا ماریا کینر بود. سر ویلیام بنسلی در سال ۱۸۰۲ وی را با نام خانوادگی مکدونالد، نامزد شرکت در یک دوره کارآموزی نظامی کرد. جان را در ارتش هند بریتانیا با همان نام خانوادگی می‌شناختند اما وی از ۱۸۱۸ به بعد از کینر استفاده کرد.

### هندوستان
مکدونالد در ۲۱ سپتامبر ۱۸۰۴ به عنوان افسر پرچم‌دار (ستوان دوم) در ارتش مَدرَس ترفیع گرفت اما تا تاریخ ۱ ژانویه ۱۸۰۷ که هنگ ۲۴ پیاده مدرس تشکیل شد به این سمت منصوب نشد. در این تاریخ وی به عنوان ستوان در این نیرو به خدمت منصوب شد. در ۱۴ آوریل ۱۸۱۸ توانست در هنگ خود به سروانی ترفیع یابد و بعدها به درجهٔ سرهنگ دومی دست یافت. وی چندی به عنوان منشی افسری که فرماندهی مالابار و کانارا را بر عهده داشت خدمت کرد.

### جهانگردی
مکدونالد به عنوان عضوی از هیئت همراه سر جان مَلکُم در ۹–۱۸۰۸ در بوشهر مأمور بود و سفرهای زیادی کرد. در ۱۸۱۰ میلادی از طریق بغداد، موصل و دیاربکر به قسطنطنیه رفت و مانیسا و سمیرانا را هم دید و سپس از طریق اسپانیا و پرتغال به انگلستان بازگشت. سپس مأمور شد به همراه سرهنگ نیل کمپبل به هنگ خود بازگردد. وی در ژانویه ۱۸۱۳ از طریق استکهلم به هدف رسیدن به هندوستان، قصد روسیه و ایران را کرد اما پس از حمله فرانسه به روسیه به سمت جنوب رفت و از طریق لهستان به اتریش، مجارستان و سپس قسطنطنیه عازم شد. او پس از مشاهدهٔ آسیای صغیر و قبرس به قسطنطنیه برگشت و از راه ارمنستان و کردستان به بغداد و سپس به بمبئی رفت. وی در ۱۸۱۳ به مدت چند سال بعنوان رئیس دژ سنت جرج مدرس منصوب بود.

### ایران
کلنل مکدونالد در ۱۸۲۴ از طرف کمپانی هند شرقی بریتانیا به دربار فتحعلی‌شاه قاجار فرستاده شد. کینر در سپتامبر ۱۸۲۶ به اردوی شاه در اهر رسید، در حالی که قشون ایران درگیر جنگ با روس‌ها بود. وی در طول عملیات‌های نظامی همراه نیروهای ایرانی ماند تا اینکه در ۱۹ اکتبر ۱۸۲۷ نیروهای ایوان پاسکویچ به قلعه ایروان یورش آوردند. یک لشکر روسی به سمت تبریز هجوم آورد و علی‌یارخان صدراعظم فتحعلی‌شاه به همراه کینر به علی‌بنگلو فرار کردند تا برای صلح تلاش کنند. روس‌ها وساطت کینر را پذیرفتند و عهدنامه ترکمانچای در ۲۳ فوریه ۱۸۲۸ بین دو کشور به امضا رسید. ایران سرزمین‌هایی را از دست داد و نفوذ سابق بریتانیا در ایران کمتر شد.
ایران مدعی بود که بریتانیا باید طبق مواد ۳ و ۴ عهدنامه نوامبر ۱۸۱۴ طهران، نیروی مسلح به ایران بفرستد یا به جای آن سالانه ۲۰۰ هزار تومان بپردازد زیرا ایران از سوی یک قدرت اروپایی مورد حمله قرار گرفته‌است. مکدونالد با این کمک موافقت نکرد چون معتقد بود ایران علیه روسیه اعلام جهاد کرده‌است. ایران در این اوضاع به شدت به دنبال پول بود تا غرامت جنگ را به امپراتوری روسیه بپردازد و در نتیجه نیروهای روس از ایران خارج شوند. لذا وزیر مختار بریتانیا از فرصت استفاده کرده و ابتدا با عباس‌میرزا و سپس با شاه به توافق رسید که در قبال لغو مواد ۳ و ۴ عهدنامهٔ یادشده، دولت انگلستان مبلغ ۲۰۰ هزار تومان به ایران بپردازد.

### مرگ
کلنل مکدونالد از فتحعلی‌شاه نشان افتخار شیر و خورشید دریافت کرد و در ۱۷ نوامبر ۱۸۲۹ لقب شوالیه گرفت. او به عنوان نماینده دولت بریتانیا در ایران باقی ماند تا اینکه در ۱۱ ژوئن ۱۸۳۰ در تبریز مُرد. شاه به مناسبت مرگ وی سه ماه عزای عمومی اعلام کرد.

## خانواده
مکدونالد با آملیا هری‌یت، سومین دختر همسرِ نخست سِر الکساندر کمپبل ازدواج کرد. خواهر کوچک او نیز با سر جان ملکم ازدواج کرد. آملیا سال‌ها پس از مرگ شوهرش زنده ماند و در نهایت در شهر بولون-سور-مر در سال ۱۸۶۰ درگذشت.

## آثار
- فرهنگ جغرافیایی ایران، به همراه نقشه (لندن، ۱۸۳۰)
- روایت سفر به آسیای صغیر، ارمنستان و کردستان در ۱۴–۱۸۱۳ به همراه توضیحاتی پیرامون حرکت اسکندر کبیر و ده هزار سرباز یونانی (لندن، ۱۸۱۸)
- خاطره ای جغرافیایی از امپراطوری ایران به همراه نقشه - ۱۸۱۳

| پیشین: سر هنری ویلوک | نمایندهٔ بریتانیا در ایران ۱۸۲۶–۱۸۳۰ | پسین: سر جان کمبل |